# Álvaro Carreras
Álvaro Fernández Carreras (Ferrol, 2003. március 23. –) spanyol labdarúgó, jelenleg a Real Madrid játékosa.

## Pályafutása

### Klubcsapatokban

#### A Manchester United előtt
Carreras Ferrolban született és a helyi csapatban, a Racing de Ferrolban kezdett játszani. Még a  Deportivo de La Coruña csapatában is szerepelt, mielőtt leigazolta volna a Real Madrid.

#### Manchester United
Carreras 2020 szeptemberében igazolt Madridból a Manchester United csapatához, négy éves szerződést írt alá. Több nagy európai csapat is küzdött aláírásáért, mint a Barcelona és a Manchester City. A 2021–2022-es szezon elején kezdett el a felnőtt csapattal edzeni.
Carreras gyakran szerepelt az U23-as csapatban első szezonjában: tizenkilencszer szerepelt a bajnokságban és egyszer az EFL Trophy keretei között. Pályára lépett hétszer az U18-as csapatban és kétszer az FA Ifjúsági Kupában is. 2021–2022-re már az U23-as keret kezdő védője volt, huszonháromszor lépett pályára a bajnokságban, háromszor az Ifjúsági Kupában és hatszor az UEFA Ifjúsági Ligájában is. 2022 áprilisában kapott először helyet a felnőtt csapat cserepadján, a Chelsea elleni Premier League-mérkőzés során. A Brighton & Hove Albion ellen is a padon ült. 2023. május 11-én megválasztották az év U23-as United-játékosának.

##### Kölcsönben
2022. július 26-án a másodosztályban szereplő Preston North End csapatához igazolt kölcsönben a szezon végéig. Július 30-án mutatkozott be, csereként a Wigan Athletic elleni 0–0-ás végeredményű találkozón. A szezon során fontos szerepet játszott a csapatban, negyvenkétszer pályára lépve. Távozásakor a szezon legjobb fiatal játékosának választották a Preston rajongói.
2023. szeptember 1-én csatlakozott a Granada csapatához kölcsönben a szezonra, de kevés játékideje következtében a United idő előtt visszahívta januárban, hogy inkább az SL Benficába küldjék, vásárlási opcióval.

#### Benfica
A Benfica 2024 májusában bejelentette, hogy élni fog a vásárlási opcióval, ami a játékos szerződésében szerepelt. Carreras 2029 nyaráig írt alá a portugál csapathoz.

#### Real Madrid
2025 júliusában visszatért a Real Madridhoz, miután 2020-ban elhagyta a csapatot. Hat évre szóló szerződést írt alá, a madridi klub pedig 50 millió eurót fizetett érte a Benficának.

### A válogatottban
Carreras először az U19-es válogatottban 2021. október 26-án szerepelt, Izrael ellen egy barátságos mérkőzésen.

## Statisztikák
2025. június 20-án frissítve.
| Csapat                         | Szezon              | Bajnokság           | Bajnokság | Bajnokság | FA-Kupa | FA-Kupa | Ligakupa | Ligakupa | Európa | Európa | Egyéb | Egyéb | Összesen | Összesen |
| Csapat                         | Szezon              | Osztály             | Mér.      | Gól       | Mér.    | Gól     | Mér.     | Gól      | Mér.   | Gól    | Mér.  | Gól   | Mér.     | Gól      |
| ------------------------------ | ------------------- | ------------------- | --------- | --------- | ------- | ------- | -------- | -------- | ------ | ------ | ----- | ----- | -------- | -------- |
| Manchester United U21          | 2020–2021           | Premier League 2    | 19        | 1         | —       | —       | —        | —        | —      | —      | 3     | 0     | 29       | 3        |
| Manchester United U21          | 2020–2021           | Premier League U18  | 7         | 2         | —       | —       | —        | —        | —      | —      | 3     | 0     | 29       | 3        |
| Manchester United U21          | 2021–2022           | Premier League 2    | 23        | 3         | —       | —       | —        | —        | 6      | 1      | 3     | 0     | 32       | 4        |
| Manchester United U21          | Utánpótlás összesen | Utánpótlás összesen | 49        | 6         | —       | —       | —        | —        | 6      | 1      | 6     | 0     | 61       | 7        |
| Preston North End (kölcsönben) | 2022–2023           | Championship        | 39        | 0         | 2       | 0       | 1        | 0        | —      | —      | —     | —     | 42       | 0        |
| Granada (kölcsönben)           | 2023–2024           | La Liga             | 12        | 0         | 1       | 0       | —        | —        | —      | —      | —     | —     | 13       | 0        |
| Benfica (kölcsönben)           | 2023–2024           | Primeira Liga       | 11        | 1         | 1       | 0       | 1        | 0        | 3      | 0      | —     | —     | 16       | 1        |
| Benfica                        | 2024–2025           | Primeira Liga       | 32        | 3         | 5       | 0       | 3        | 1        | 10     | 0      | 2     | 0     | 52       | 4        |
| Benfica                        | Összesen            | Összesen            | 43        | 4         | 6       | 0       | 4        | 1        | 13     | 0      | 2     | 0     | 68       | 5        |
| Real Madrid                    | 2025–2026           | La Liga             | 0         | 0         | 0       | 0       | —        | —        | 0      | 0      | 0     | 0     | 0        | 0        |
| Karrier összesen               | Karrier összesen    | Karrier összesen    | 95        | 4         | 9       | 0       | 5        | 1        | 13     | 0      | 6     | 0     | 128      | 5        |

1. ↑  Az FA Ifjúsági Kupában és a  Football League Trophy-ban játszott mérkőzések. Csak az utóbbi számít profi kupának, a másik utánpótlás mérkőzés.
2. ↑  Az UEFA Ifjúsági Ligában játszott mérkőzések
3. ↑  A Football League Trophy-ban játszott mérkőzések